# Теодора Токо
Теодора Токо (на гръцки: Θεοδώρα o Μαγδαληνή Τόκκο, Theodora Tocco, Maddalena Tocco; † ноември 1429, Сантомери), родена Мадалена Токо или Магдалена Токо, е първата съпруга на Константин Палеолог, който е деспот на Морея и по-късно последният император на Византийската империя.

## Биография
Произлиза от италианската фамилия Токо. Дъщеря е на Леонардо II Токо (1375/76 – 1418/19), господар на Закинтос. Сестра е на Карло II Токо (1370 – 1429).
Теодора и брат ѝ са осиновени от чичо им Карло I Токо († 1448), деспот на Епир. През юли 1428 г. тя се омъжва за Константин Палеолог, деспот на Морея и след нейната смърт като Константин XI последният император на Византия.
Тя става православна и сменя името си на „Теодора“. След една година умира в Сантомери при раждане на дъщеря. Нейният съпруг я погребва в Мистра.